# Panhard & Levassor Type B1/B2

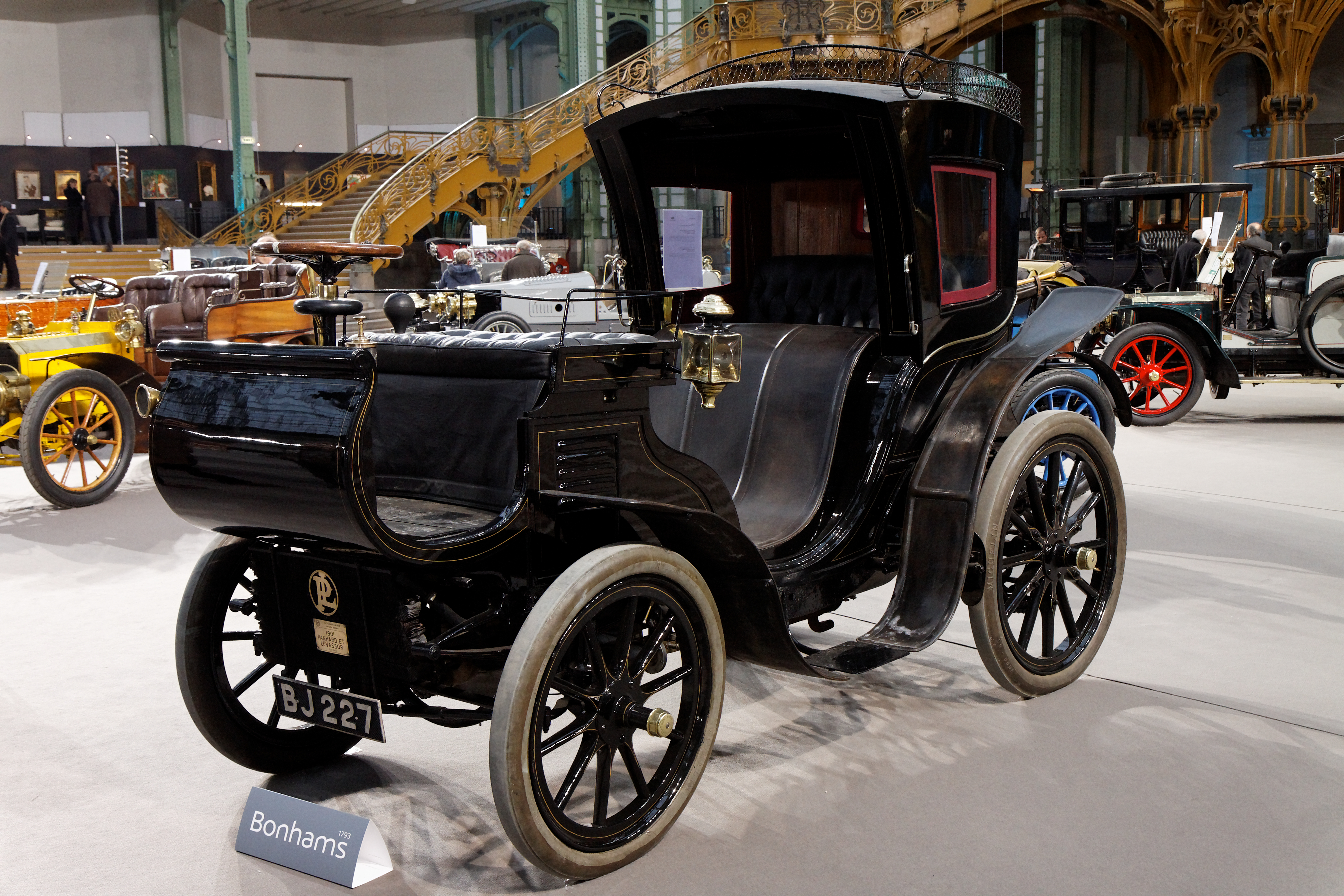
Als Taxi von Kellner Frères

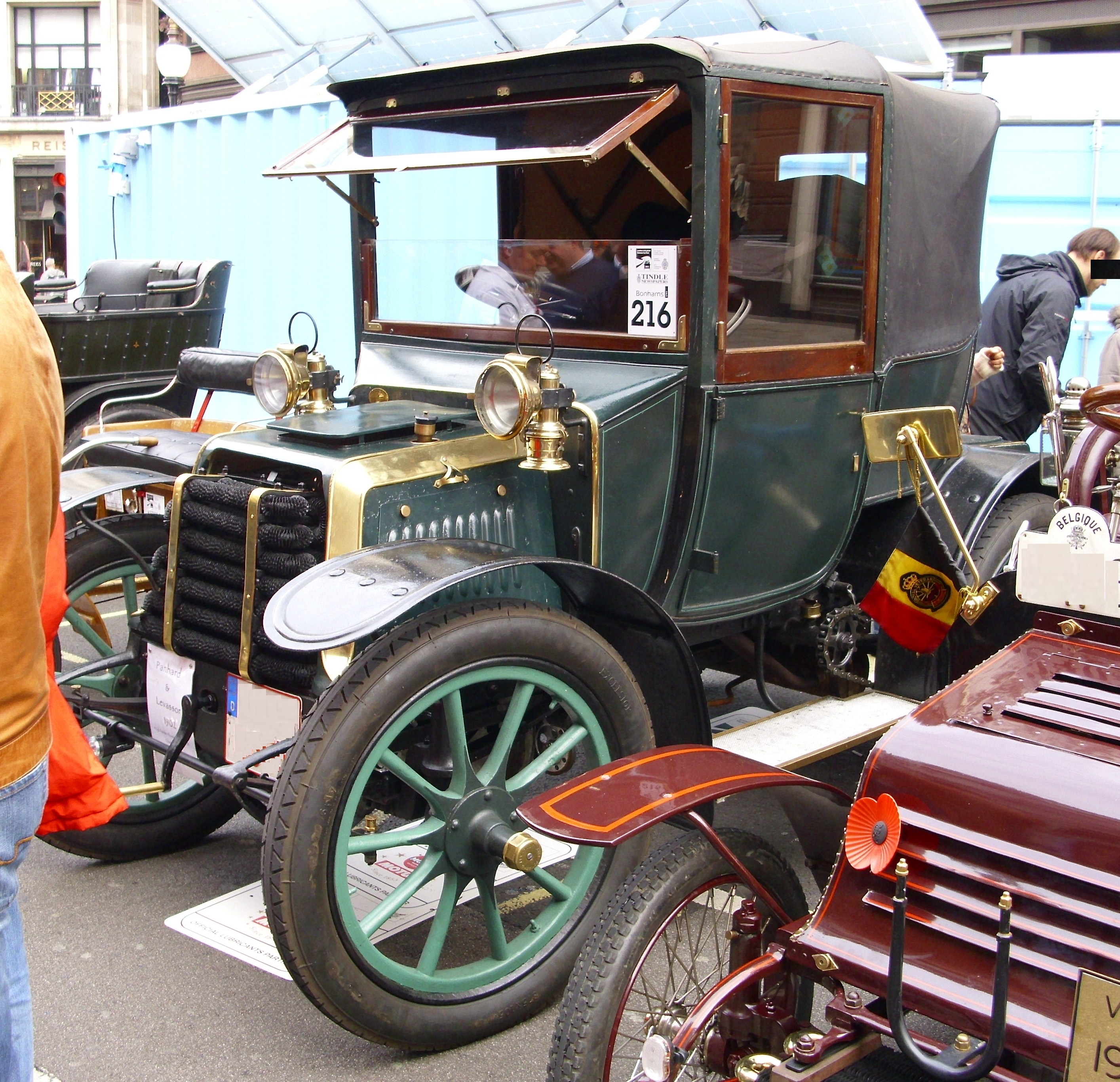
Von 1902

Der Panhard & Levassor Type B1/B2 ist ein frühes Fahrzeugmodell, überwiegend ein Personenkraftwagen. Hersteller war Panhard & Levassor in Frankreich.

## Beschreibung
Der Panhard & Levassor Type B1/B2 war das zweite Modell des Herstellers, das eine Typenbescheinigung durch die zuständige nationale Behörde erhielt. Bauzeit war von 1899 bis 1902. Vorgänger waren M4E und M4F und Nachfolger Type B und Type C.
Die internen Codes M4E und M4F wurden von den Vorgängern übernommen. Das „M“ steht für den sogenannten Phénix-Motor nach einer Lizenz von der Daimler-Motoren-Gesellschaft. Die „4“ zeigt die Anzahl der Zylinder an.
Zwei Vierzylinder-Reihenmotoren standen zur Wahl. Der kleinere, M4E genannt, hat 80 mm Bohrung, 120 mm Hub und 2413 cm³ Hubraum. Der größere mit 90 mm Bohrung und 130 mm Hub hat 3308 cm³ Hubraum. In den ersten beiden Jahren waren sie mit 8 CV und 12 CV angegeben, danach mit 8 CV und 12 CV. Die Zylinderabmessungen entsprechen dem Zweizylindermodell Type A1/A2. Das Getriebe hat vier Gänge.
Der Motor ist vorn im Fahrgestell eingebaut und treibt die Hinterachse an. Der Radstand beträgt zwischen 180 cm und 265 cm. Bekannt sind Doppelphaeton, Tonneau, Phaeton, Landaulet, Break, Kleinbus und ein Omnibus mit 15 Sitzen.
Von der Ausführung mit dem kleineren Motor wurden in den einzelnen Jahren 101, 311, 157 und 150 Stück hergestellt, insgesamt also 719. Die Version mit dem größeren Motor lief bis August 1902 und war nicht so erfolgreich. In den einzelnen Jahren entstanden 58, 203, 177 und 71 Fahrzeuge, insgesamt 509 Fahrzeuge. Zusammen sind das 1228 Stück, von denen 110 exportiert wurden.
Mehrere Fahrzeuge sind erhalten geblieben. Der Tonneau mit dem britischen Kennzeichen AX 57 wurde 2013 für 583.900 Pfund Sterling versteigert.